# The Number of the Beast (album)
A The Number of the Beast a brit Iron Maiden harmadik nagylemeze, mely 1982-ben jelent meg. Ez volt az első lemez amelyen már Bruce Dickinson énekelt, és az utolsó melyen Clive Burr dobolt. A korong ma már nemcsak az Iron Maiden, de a heavy metal egyik legismertebb, és legnagyobb hatású lemeze, mely generációkra volt és van hatással. Az albumról három dal is megjelent kislemezen, aminek következtében a zenekar az USA-ban is egyre nagyobb eladásokat produkált. A The Number of the Beast lemezből világszerte pedig több mint 7 millió darabot adtak el. Megjelenésekor a brit lemezeladási lista élére került.

## Háttér
A The Number of the Beast volt az első albuma az Iron Maidennek, amelyre csupa friss dal került fel. A korai időszakból minden témát felhasználtak, kiadtak az előző két nagylemezen és a kislemezeken, így tehát tiszta lappal álltak neki a dalszerzésnek. A zenekar választása az észak-londoni Willesden nyugis részén megbúvó Battery stúdióra esett, a producer pedig az a Martin Birch volt akivel már a Killers lemez is készült, és aki egészen az 1992-es Fear of the Darkig a zenekar mellett dolgozott.
A nyolc dalból álló lemezanyag felvétele és keverése öt hétig tartott. A dalok felét egyedül írta meg Steve Harris, de bizonyos infók szerint Bruce Dickinson is belefolyt a dalszerzésbe. A szerzők közt azonban korábbi szerződései miatt nem jelenhetett meg a neve.
A lemez érdekessége, hogy Clive Burr is kivette a részét a dalszerzésből, de Dave Murray is részt vett a kreatív folyamatban. Az ő keze abban a Total Eclipse dalban volt benne, ami a Run to the Hills maxi B oldalán jelent meg.
Martin Birch mindent elkövetett annak érdekében, hogy a maximumot hozza ki a zenekarból. Barátságos volt a hangulat a stúdió falai között, de Martin Birch sokat követelt. Dickinsonnak négy órán át kellett énekelnie a címadó dalt, mire Birch elfogadta a végeredményt.

## Borító, fogadtatás
A lemeznek már a borítója óriási feltűnést keltett. Az ördögöt bábosként mozgató Eddie – az együttes kabalafigurája – és a lemez címének hallatán Amerikában sátánizmussal vádolták a zenekart. A legendás borítóképen, melyet Derek Riggs festett, egy bábfiguraként táncoltatott ördög látható, aki maga is táncoltat egy kisméretű Eddie-t. Bigott vallási fanatikusok egy csoportja tüntetésképpen elégette az album nagy halom példányát. A lemez turnéján a bulik előtt rendre megjelentek a keresztekkel felvértezett tiltakozók, akik bőszen osztogatták szórólapjaikat a "fiatalokat megrontó brit sátánisták" ellen.
Amikor kijött az album nagy meglepetésre nemcsak a megjelenés hetében, de a rá következő héten is vezette a brit eladási listát.
- A Metal-Rules.com minden idők második legjobb heavy metal albumának kiáltotta ki a lemezt.[3]
- Az IGN minden idők 3. legnagyobb heavy metal albumának nevezte a korongot.[4]
- A BBC dokumentumfilmet készített a lemezről Classic Albums sorozatában.
- 2002-ben a progresszív metal vezető zenekara a Dream Theater a teljes albumot előadta egy franciaországi koncertjén.
- Numbers from the Beast címmel neves zenészek tisztelegtek a lemez előtt egy 2005-ös tribute albumon.
- Az album szerepel az 1001 lemez, amit hallanod kell, mielőtt meghalsz című könyvben.
- A lemezt 2017-ben a Rolling Stone magazin a Minden idők 100 legjobb metalalbuma listáján a 4. helyre rangsorolta.[5]

## Dalok
- Invaders: Az energikus nyitódal a hódítókról szól, amint megtámadnak egy falut. A dal teljes egészében Steve Harris alkotása.
- Children of the Damned: A dal alapötletét két angol horrorfilm, az 1960-as Elátkozottak faluja (Village of the Damned) és az 1964-es Elátkozottak gyermekei (Children of the Damned) szolgáltatta, mindkettő John Wyndham Szemünk fényei (The Midwich Cuckoos) című regénye alapján készült. Szintén egyedül írta Harris a dalt, melynek előadása közben Adrian Smith gyakorta használ egy dupla nyakú Jackson modellt.
- The Prisoner: Egy 60-as évekbeli brit tévésorozat hatására született, a dal legendás bevezető szövege is innen származik. Maga a dal egy rab életéről szól.
- 22 Acacia Avenue: A bemutatkozó lemezen hallható Charlotte the Harlot folytatása. Egy Charlotte nevű prostituáltról szól akinek az egész idejét lefoglalja a munkája, és Bruce ennek a felhagyására kéri énekével. A dal zenei alapját Smith előző zenekarából az Urchin-ből hozta.
- The Number of the Beast: A dal elején a bibliai Jelenések könyvéből (13:8) idéz a zenekar. A cím a 666-os számra utal, mely A jelenések könyve szerint a fenevad száma. A dal az 1976-os Ómen c. horrorklasszikus hatására született meg. A '80-as évek egyik legismertebb metalslágere. A zenekar elmondása szerint két dolog ihlette a melódiát: Steve Harris rémálma az Ómen film után, illetve a "Tam o' Shanter" című Robert Burns-vers. A bevezetőben Barry Clayton horrorszínész segédkezik, ő olvassa fel a szöveget. Ezt követően a valódi zenei intro jön, melyben Dave Murray és Steve Harris játéka hallható .
- Run to the Hills: A szám az indiánok és a fehér hódítók közti "konfliktusról" szól. A zenekar egyik legnagyobb slágere, mely a rájuk jellemző galoppozásra és ikergitározásra épül .
- Gangland : A dal érdekessége, hogy Clive Burr is szerepel a szerzők között. Az Invaders mellett a másik olyan dal a lemezről, melyet sosem adtak elő koncerten.
- Hallowed Be Thy Name: Egy akasztásra váró ember utolsó óráit megörökítő dal. Az epikus számaik talán legjobb darabja, mely nélkül nehezen képzelhető el Iron Maiden koncert.

## Érdekességek
- A Total Eclipse c. dal azért nem került fel a lemezre, mert Adrian Smith elmondása szerint egyes tagok túl lassúnak találták a tempóját.
- Steve Harris többször is kifejtette, hogy ha csakis rajta múlt volna, akkor a Gangland ment volna a maxi B oldalára a Total Eclipse helyett.
- A legendás borítóképet eredetileg a Purgatory maxihoz festette Derek Riggs, de a zenekarnak annyira megtetszett a csavaros humorral megspékelt grafika, hogy túl jónak tartották ahhoz, hogy egy maxira pazarolják.
- Miután rögzítették a The Number Of The Beast c. dalt, több furcsaság is történt a zenekarral. A lemez producere, Martin Birch autóbalesetet szenvedett, de karcolás nélkül megúszta. Miután kihozta az autóját a szervizből, döbbenten látta, hogy pontosan 666.66£-ot kell fizetnie. Az eset láttán 667£-ra kerekítette az összeget.
- A The Number Of The Beast dal a 18. helyen végzett a brit toplistán (6+6+6=18).
- A felvételek során az áram több alkalommal is magától kapcsolódott fel-le.

## A lemez dalai
| 1. | Invaders                | Steve Harris         | 3:24 |
| 2. | Children of the Damned  | Harris               | 4:35 |
| 3. | The Prisoner            | Adrian Smith, Harris | 6:03 |
| 4. | 22 Acacia Avenue        | Smith, Harris        | 6:36 |
| 5. | The Number of the Beast | Harris               | 4:50 |
| 6. | Run to the Hills        | Harris               | 3:54 |
| 7. | Gangland                | Smith, Clive Burr    | 3:49 |
| 8. | Hallowed Be Thy Name    | Harris               | 7:11 |

| 1. | Total Eclipse           | Harris, Dave Murray, Burr | 4:25 |
| 2. | Remember Tomorrow (élő) | Paul Di'Anno, Harris      | 5:29 |

| 1. | Invaders                | Harris               | 3:24 |
| 2. | Children of the Damned  | Harris               | 4:35 |
| 3. | The Prisoner            | Smith, Harris        | 6:03 |
| 4. | 22 Acacia Avenue        | Smith, Harris        | 6:36 |
| 5. | The Number of the Beast | Harris               | 4:50 |
| 6. | Run to the Hills        | Harris               | 3:54 |
| 7. | Gangland                | Smith, Burr          | 3:49 |
| 8. | Total Eclipse           | Harris, Murray, Burr | 4:25 |
| 9. | Hallowed Be Thy Name    | Harris               | 7:11 |

## Közreműködők
| - Bruce Dickinson – ének - Dave Murray – gitár - Adrian Smith – gitár, vokál - Steve Harris – basszusgitár, vokál - Clive Burr – dob | - Martin Birch – producer - Rod Smallwood – menedzser - Derek Riggs – borító |

## Pozíció
| Ország      | Lista (1982)          | Pozíció | helyezés   |
| ----------- | --------------------- | ------- | ---------- |
| Ausztria    | Ö3 Austria Top 40     | 3       | —          |
| Kanada      | Canadian Albums Chart | 11      | 3× Platina |
| Németország | Media Control Charts  | —       | Arany      |
| Norvégia    | VG-lista              | 13      | —          |
| Svédország  | Sverigetopplistan     | 7       | —          |
| Anglia      | UK Albums Chart       | 1       | Platina    |
| USA         | Billboard 200         | 150     | Platina    |

| Kislemez                  | Lista (1982)        | Pozíció |
| ------------------------- | ------------------- | ------- |
| "Run to the Hills"        | Angol kislemezlista | 7       |
| "Run to the Hills"        | Ír kislemezlista    | 16      |
| "The Number of the Beast" | Angol kislemezlista | 18      |
| "The Number of the Beast" | Ír kislemezlista    | 19      |